# Simbologia de les flors

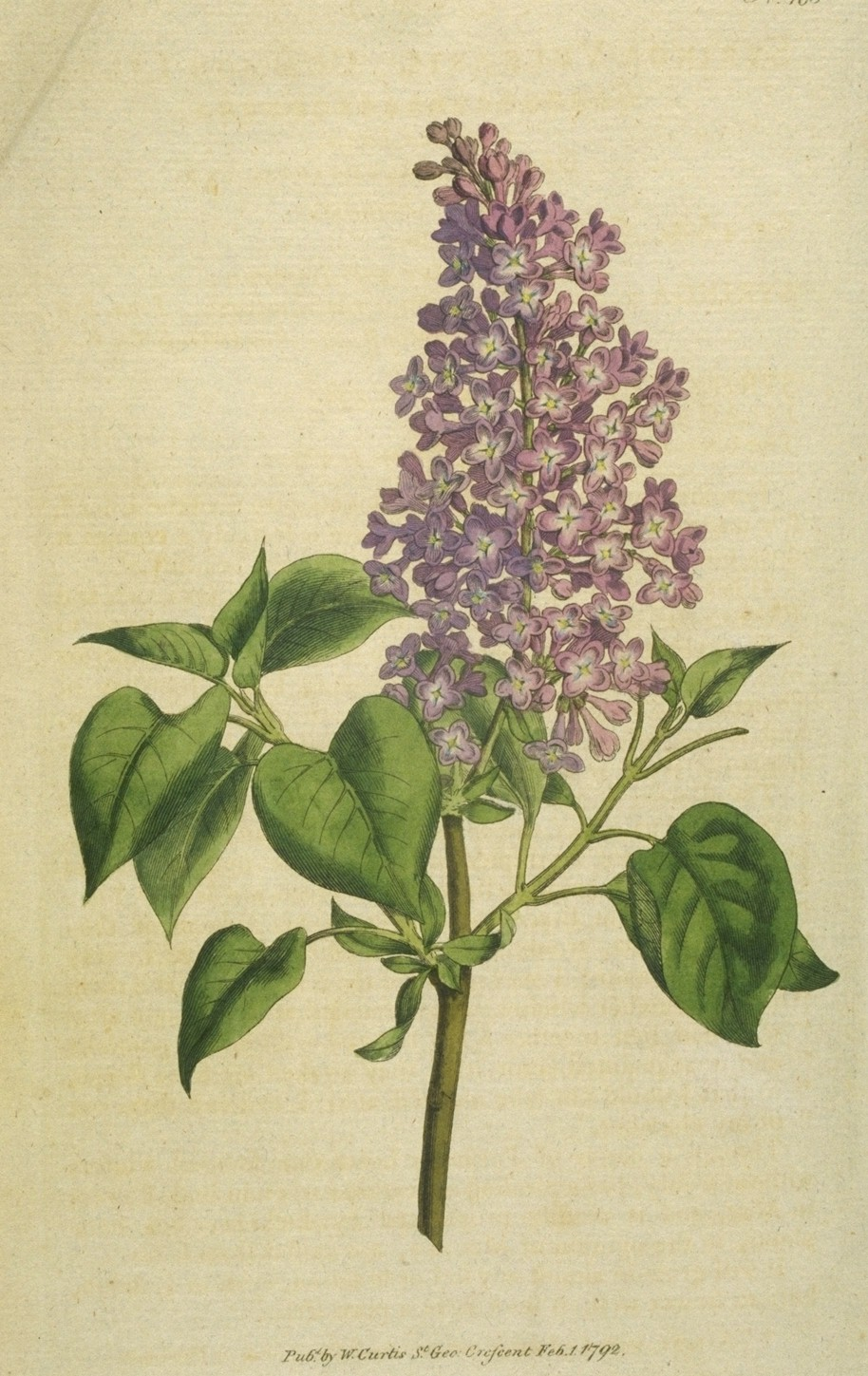
El lila simbolitza les "primeres emocions de l'amor" en el llenguatge de les flors.

La simbologia de les flors (de vegades anomenada floriografia) fa referència a la comunicació que s'atorga a les flors i al missatge diferent que suposadament cada tipologia de flor transmet.

## Història
Des de l'antiguitat, les flors han estat una noble via per donar a conèixer i transmetre sentiments. El llenguatge de les flors té els seus orígens a Orient i s'ha transmès de generació en generació i de cultura en cultura, passant per l'antic Egipte, l'edat mitjana, el Renaixement, fins a arribar al Romanticisme, època aquesta en què va tenir el seu màxim apogeu.
En el Romanticisme, aquest recurs de "fer parlar a les flors" era un secret que les mares llegaven a les seves filles, per, a través de les flors, comunicar nombrosos sentiments: vida, bellesa, desànim, mort, solitud ... però sobretot amor.
També en l'època victoriana era un canal de comunicació força utilitzat, on diverses flors i arranjaments florals s'usaven per enviar missatges codificats, servint a subjectes per a expressar sentiments que d'una altra manera mai es podrien parlar obertament. Al segle xvii, el rei Carles II d'Anglaterra va portar aquest art recopilant fonts des de Suècia a Pèrsia.
En la cultura medieval i renaixentista, es van donar sovint significats morals a les flors. Això és més evident en l'art en el qual els sants són representats amb flors com a símbol de les seves virtuts. Aquesta simbologia és present a moltes cultures escampades pel món; així, per exemple, el llenguatge floral del Japó es diu Hanakotoba.
Hi ha un llenguatge popular associat a les flors i una alternativa per a cada ocasió. La rosa vermella és sinònim d'amor, la groga d'amistat, la blanca de por, la rosada d'indecisió, la camèlia blanca d'amistat incanviable. Altres exemples: la margarida blanca simbolitza innocència i puresa, per la qual cosa està relacionada amb la infància, la gardènia significa alegria, la flor del taronger o tarongina, castedat, la tulipa, amor desesperat si és de color groc i una subtil declaració d'amor si és vermella, el clavell significa distinció i noblesa, i el lliri, innocència, puresa i alegria.
A més a més, el missatge canvia en funció de si la flor està oberta o en botó i la posició en què s'ofereix. D'aquesta manera, una flor, que per regla general, expressa tot l'amor d'una persona cap a una altra, si es lliura amb la tija cap amunt significa punyalada per l'esquena. Per tot això, les flors no es poden regalar a la lleugera, ja que cal considerar tres aspectes: el que representa cadascuna, què és el que volem comunicar i quina és la flor preferida de la persona a qui li anem a regalar. Així mateix, a l'hora de comprar flors, hem de tenir molt en compte el seu color, ja que els colors provoquen certes actituds i emocions que afecten al més profund de la psique humana.
Regalar flors és una excel·lent manera d'expressar el que hi ha al nostre interior, sense perdre els detalls i amb la qual cosa no s'han de gastar gaires diners, i encara que la seva durada no és permanent, la intenció, la dedicació i la cura en seleccionar-les queden per sempre.
Però no només és important la flor en si, sinó que, també hem de tenir en compte el com es presenta aquest obsequi. Així, si regalem un ram de flors en el qual el llaç que uneix les flors va a l'esquerra significa que els sentiments expressats es refereixen al remitent, mentre que si va a la dreta, fan referència al destinatari.

## El llenguatge dels colors
El color vermell és símbol d'atenció, aixeca l'ànim i pel mateix es considera un color apassionat, de tal manera que, si busquem aquest efecte, hem de comprar roses, geranis, bromèlies o ponsèties, que és la típica flor de Nadal.
El groc és un color brillant, alegre i que estimula la memòria. S'acostuma a vincular a l'amistat i la fidelitat. És el color evocador de l'estiu i del sol. D'aquesta manera, quan s'està trist o s'enyora l'estiu, la presència del narcís, de la begònia, de l'hibisc o de l'orquídia d'Oncidium poden ajudar a aixecar l'ànim.
El blau és un color fresc, relaxant. És el color del cel i el mar però també del lliri del Nil o la campaneta.
El rosa, color femení per excel·lència, calma el nerviosisme, de manera que, el clavell de la fragància, o l'azalea resulten regals molt adequats per a persones nervioses.
El porpra és dramàtic, ostentós i inusual. És el color més usat entre els advocats, els clergues i els psiquiatres, amb la qual cosa, no seria mal regal per a aquests grups la liantris, orquídies del gènere Phalaenopsis o la violeta africana.
El blanc: símbol de la puresa. Aquest color s'associa amb la neteja i també amb temps futurs. Per a simbolitzar aquests valors, res millor que decantar-nos pel lliri oriental, el lliri de la vall, el lliri de la pau o la gardènia.
I finalment, hi ha el verd, el color de la natura i símbol de l'ecologia. És idoni per a mitigar tensions i relaxar-se. Aquest és el color de les heures, les palmes, la Dracaena i tota mena de fullatges.